# Mrtvice (Kočevje, Slovenija)
Mrtvice je naselje u slovenskoj Općini Kočevju. Mrtvice se nalazi u pokrajini Dolenjskoj i statističkoj regiji Jugoistočnoj Sloveniji. 

## Stanovništvo
Prema popisu stanovništva iz 2002. godine naselje je imalo 40 stanovnika.